# Construccions de pedra seca II (la Pobla de Cérvoles)
Construccions de pedra seca II és una cabana de la Pobla de Cérvoles (Garrigues) inclosa a l'Inventari del Patrimoni Arquitectònic de Catalunya.

## Descripció
És una cabana de vinya encarada cap al sud-est, força peculiar, ja que en la seva construcció s'han aprofitat roques existents per fer la volta. Està feta a base de pedres irregulars de diverses mides sense desbastar. Té una porta allindada centrada a la façana, únic element fet amb grans carreus ben escairats. Al seu interior hi ha una menjadora pels animals excavada a la mateixa roca, així com uns orificis al damunt de l'estança de l'animal per a posar les bigues que formen un altell de gran capacitat, també hi ha un racó on s'hi feia foc i una sortida de fums.